# Fryderyk Wilhelm II (książę Saksonii-Altenburga)
Friedrich Wilhelm II (ur. 12 lutego 1603 w Weimarze, zm. 22 kwietnia 1669 w Altenburgu) – książę Saksonii-Altenburga. Pochodził z rodu Wettynów. Jego władztwo było częścią Świętego Cesarstwa Rzymskiego Narodu Niemieckiego.
Był synem księcia Saksonii-Weimar Fryderyka Wilhelma I i jego drugiej żony księżnej Anny Marii. Urodził się jako pogrobowiec. Na tron Saksonii-Altenburga wstąpił po śmierci starszego brata – księcia Jana Filipa 1 kwietnia 1639.
18 września 1638 w Altenburgu poślubił księżniczkę Brandenburgii Zofię Elżbietę (1616-1650). Z tego związku nie miał dzieci.
11 października 1650 w Dreźnie ożenił się po raz drugi z córką elektora Saksonii Jana Jerzego I i wdową po następcy tronu Danii i Norwegii Chrystianie – Magdaleną Sybillą. Para miała troje dzieci:
- księcia Chrystiana (1654-1663)
- księżniczkę Joannę Magdalenę (1656-1686), późniejszą księżną Saksonii-Weißenfels
- Fryderyka Wilhelma III (1657-1672), kolejnego księcia Saksonii-Altenburga